# Горбуша (Московская область)
Горбу́ша — посёлок в Богородском городском округе Московской области России, входит в состав сельского поселения Аксёно-Бутырское.

## Население
| 2002 | 2006 | 2010 |
| ---- | ---- | ---- |
| 422  | ↗436 | ↘343 |

## География
Посёлок Горбуша расположен на востоке Московской области, в западной части Богородского городского округа, у границы с Щёлковским районом, примерно в 25 км к востоку от Московской кольцевой автодороги и 14 км к западу от центра города Ногинска, по левому берегу реки Клязьмы.
В 1 км к западу от посёлка проходит Монинское шоссе Р109, в 4 км к югу — Горьковское шоссе М7, в 7 км к северу — Щёлковское шоссе А103, в 12 км к востоку — Московское малое кольцо А107. Ближайшие населённые пункты — город Лосино-Петровский, деревни Аборино и Корпуса.